# Armenska katoliška cerkev
Armenska katoliška cerkev je katoliška cerkev vzhodnega obreda v Armeniji.
Ko se je Armenska apostolska cerkev ločila od takrat še vedno univerzalne cerkve, so številni armenski škofi poskušali obnoviti stik s katoliško cerkvijo. Med križarskimi pohodi leta 1195 je cerkev armenskega kraljestva Kilikija stopila v zvezo z Rimskokatoliško cerkvijo, ki se je obdržala vse do leta 1375, ko so Kilikijo osvojili Tatari. 
Zvezo so formalno znova obudili leta 1439 na florentinskem koncilu, dejansko pa je zaživela šele leta 1740, ko je Abraham Petros I. Ardzivian, že nekaj let katolik, postal patriarh Sisa (danes adansko okrožje v Turčiji). Dve leti pozneje je papež Benedikt XIV. formalno ustanovil armensko katoliško cerkev. Njen sedež so pozneje preselili v Bejrut. V času prve svetovne vojne in armenskega genocida med letoma 1915 in 1918 so se verniki razdrobili po sosednjih državah, največ jih je v Siriji.
Armenska katoliška cerkev spada med katoliške cerkve vzhodnega obreda; obredni jezik je armenščina.
Armenska katoliška cerkev pomeni tudi ločino, ki so jo v 17. stoletju ustanovili v poljskem kraljestvu živeči Armenci. Leta 1630 je armenski nadškof v Lvovu Mikołaj Torosowicz to ločino povezal z rimskokatoliško cerkvijo in vzpostavil povezavo s starejšo armensko katoliško cerkvijo. Pozneje se je precej pripadnikov te ločine preselilo na Švedsko.